# Professor T. (belgisk tv-serie)
Professor T. er en belgisk tv-krimiserie, der foregår i Antwerpen. Hovedpersonen er den excentriske professor i kriminologi ved Antwerpen Universitet, professor Jasper Teerlinck, der også går under navnet Professor T. En tidligere elev af ham, Annalies Donckers, som er blevet politiinspektør, tilkalder ham jævnligt for at få hjælp og bruger på den måde sin tidligere professor som konsulent. Krimiserien blev sendt i tre sæsoner i årene 2015, 2016 og 2018.

## Genindspilninger
Serien er blevet genindspillet i Tyskland under titlen Professor T. I denne version foregår handlingen i Köln og Jasper Thalheim er Professor T. Serien er også blevet genindspillet i Frankrig med titlen Prof T. I denne version foregår handlingen i Nantes og den socialt handicappede Prof T hedder Julien Tardieu.
I 2021 blev en serie i seks dele ved navn Professor T. vist i Storbritannien på Britbox og på ITV. Professor T hedder nu Jasper Tempest og er professor i kriminologi ved Cambridge Universitet. Denne serie havde premiere i USA på PBS den 25. juli 2021 og i Danmark på DR TV 6. august 2021.